# Elita (serial)
Elita (Elite) este un serial dramatic spaniol pentru adolescenți, acesta este creat de Carlos Montero și Darío Madrona pentru Netflix. Serialul a debutat pe 5 octombrie 2018 și s-a încheiat la 26 iulie 2024, având 8 sezoane a câte 8 episoade.
Din distribuția serialului fac parte Itzan Escamilla, Omar Ayuso, Georgina Amorós, Claudia Salas, Arón Piper, Miguel Bernardeau, Mina El Hammani, Danna Paola, Ester Expósito, Álvaro Rico, Manu Ríos, Pol Granch, Carla Díaz, Martina Cariddi, Valentina Zenere, André Lamoglia, Jorge López, Miguel Herrán, María Pedraza, Jaime Lorente și alții.

## Episoade
| Sezon | Episoade | Premiera          |
| ----- | -------- | ----------------- |
| 1     | 8        | 5 octombrie 2018  |
| 2     | 8        | 6 septembrie 2019 |
| 3     | 8        | 13 martie 2020    |
| 4     | 8        | 18 iunie 2021     |
| 5     | 8        | 8 aprilie 2022    |
| 6     | 8        | 18 noiembrie 2022 |
| 7     | 8        | 20 octombrie 2023 |
| 8     | 8        | 26 iulie 2024     |